# My Friend the Wind
Singles de Demis Roussos
Velvet Mornings
(1973) Schönes Mädchen aus Arcadia
(1973)
My Friend the Wind est une chanson du chanteur grec Demis Roussos, parue sur son deuxième album studio Forever and Ever. Elle est sortie le 17 août 1973 chez Philips Records en tant que cinquième et dernier single de l'album. Elle est écrite par Alec R. Costandinos et Stélios Vlavianós, et réalisée par Demis Roussos.
La chanson atteint la première place des hit-parades en Belgique néerlandophone et aux Pays-Bas,.

## Liste des titres
| A. | My Friend the Wind | 3:55 |
| B. | Lay It Down        | 3:45 |

## Classements
| Classement (1973–76)                    | Meilleure position |
| --------------------------------------- | ------------------ |
| Afrique du Sud (Springbok Top 20)       | 20                 |
| Allemagne de l'Ouest (Media Control)    | 7                  |
| Australie (Kent Music Report)           | 21                 |
| Autriche (Ö3 Austria Top 40)            | 15                 |
| Belgique (Flandre Ultratop 50 Singles)  | 1                  |
| Belgique (Wallonie Ultratop 50 Singles) | 2                  |
| Danemark (IFPI)                         | 4                  |
| Irlande (IRMA)                          | 8                  |
| Nouvelle-Zélande (RIANZ)                | 11                 |
| Pays-Bas (Nederlandse Top 40)           | 1                  |
| Pays-Bas (Nationale Hitparade)          | 1                  |
| Turquie (Hey)                           | 2                  |

| Classement (1973)              | Position |
| ------------------------------ | -------- |
| Belgique (Flandre Ultratop)    | 8        |
| Pays-Bas (Nederlandse Top 40)  | 5        |
| Pays-Bas (Nationale Hitparade) | 5        |

## Reprises
Le chanteur anglais Engelbert Humperdinck a enregistré une reprise de la chanson sur son album de reprises de 1974, également intitulé My Friend the Wind chez Decca Records. Cette version est sortie en single le 1er mars la même année.